# Мягкая машина
«Мягкая машина» (англ. The Soft Machine) — роман Уильяма Берроуза, первая часть знаменитой трилогии The Nova Trilogy, куда вошли также романы «Билет, который лопнул» и «Нова экспресс». Впервые книга была издана в 1961 году издательством Olympia Press. Это была первая изданная после громкого успеха «Голого завтрака» книга Берроуза; в ней, как и в последующих книгах трилогии, используется методика cut-up, начало использования которой писателем заметно ещё в «Завтраке».
«Мягкой машиной» в контексте романа называется человеческое тело; главной его темой является поражение тела различными орудиями контроля. Среди книг, фрагменты которых в результате «нарезок» вошли в «Мягкую машину», —  «Бесплодная земля» Томаса Элиота и «Буря» Уильяма Шекспира. К основному тексту в книге добавлены три приложения — в первом автор разъясняет значение словосочетания «Мягкая машина», во втором и третьем Берроуз описывает историю собственной наркотической зависимости и лечение от неё апоморфином; писатель приводит теорию, согласно которой злоупотребление наркотиками является нарушением обмена веществ, и рассказывает, как он преодолел это.
Психоделическая группа Soft Machine назвалась в честь этой книги.